# 国立開発行政研究院
国立開発行政研究院（英語: National Institute of Development Administration, NIDA、タイ語: สถาบันบัณฑิตพัฒนบริหารศาสตร์）は、タイの社会科学に特化した大学院大学。1963年設立。

## 著名な卒業生
- ソムチャーイ・ウォンサワット - 第26代タイ王国首相
- ナタワット・サイクア（英語版）
- アピラック・コーサヨーティン

## 著名な教員
- タノン・ビダヤ